# キル・チーム
『キル・チーム』（原題:The Kill Team）は2019年に公開されたアメリカ合衆国の戦争映画である。監督はダン・クラウス、主演はナット・ウルフが務めた。
アフガニスタンでの複数の民間人殺害が発覚し終身刑に処されたアメリカ陸軍のカルバン・ギブス軍曹と彼が率いた小隊の実話を基にしている。
日本語版公式サイトにおけるキャッチコピーは、「ようこそ、戦場へ。」と「これは悪夢のような実話」。

## 概略
アンドリュー・ブリグマンはディークス軍曹率いる小隊に所属することになった。小隊はディークスの指示で民間人をも殺害していたため、アンドリューは良心の呵責に苦しみ、軍の上層部に事の子細を報告すべきか迷っていた。アンドリューが決断を躊躇しているうちにも、事態は深刻さを増していった。しばらくして、ディークスはアンドリューが挙動不審になっていることに気が付き、彼の忠誠を疑い始めた。

## キャスト
※括弧内は日本語吹替
- アンドリュー・ブリグマン - ナット・ウルフ（島﨑信長）
- ディークス軍曹 - アレクサンダー・スカルスガルド（近藤隆）
- レイバーン - アダム・ロング（英語版）（赤坂柾之）
- クームズ - ジョナサン・ホワイトセル（伊藤有希）
- ウィリアム・ブリグマン - ロブ・モロー（露崎亘）
- マルケス - ブライアン・マーク
- ウェプラー - オシ・イカイル（英語版）
- ローラ・ブリグマン - アンナ・フランコリーニ（英語版）
- キャピー - オリヴァー・リッチー

## 製作
2016年10月25日、ダン・クラウス監督の新作映画にナット・ウルフとアレクサンダー・スカルスガルドが出演することになったと報じられた。9月22日、ロブ・モローが本作に出演するとの報道があった。
撮影はカナリア諸島の 1 つであるフエルテベントゥラ島で行われました。[6]
2018年12月25日、ザカリアス・M・デ・ラ・リバが本作で使用される楽曲を手掛けることになったと報じられた。2019年10月18日、本作のサウンドトラックが発売された。

## 公開・マーケティング
2017年11月1日、本作の劇中写真が初めて公開された。2018年11月1日、A24が本作の全米配給権を購入したとの報道があった。2019年4月27日、本作はトライベッカ映画祭でプレミア上映された。8月13日、本作のオフィシャル・トレイラーが公開された。

## 評価
本作は批評家から好意的に評価されている。映画批評集積サイトのRotten Tomatoesには23件のレビューがあり、批評家支持率は74%、平均点は10点満点で6.79点となっている。サイト側による批評家の見解の要約は「欠点はあるが、人間の本能に働きかけてくる作品である。『ザ・キル・チーム』は凄まじい緊張感―それは才能ある出演者たちによって増幅されている―の下で戦場における倫理の問題を問おうとしている。」となっている。また、Metacriticには13件のレビューがあり、加重平均値は62/100となっている。